# Дивик
Ди́вик (лат. Divico, имя на национальном языке неизвестно; ок. 130 до н. э. — после 58 до н. э.) — вождь кельтского племени тигуринов, проживавших на территории современных Австрии, Баварии и Швейцарии.

## Биография
О личности Дивика известно исключительно из источников, написанных его врагами в Древнем Риме. Вероятно, он родился не позднее 130 года до н. э. и оставался вождём тигуринов на протяжении нескольких десятилетий. В 107 году до н. э. в битве при Агене у реки Гарумне состоялось сражение между тигуринам под предводительством Дивика и союзными им племенами с римской армией, во главе которой стоял консул Луций Кассий Лонгин. Консул, а также его легат консуляр Луций Кальпурний Пизон Цезонин и бо́льшая часть войска погибли, а выживших подвергли унизительной процедуре «прохода под ярмом».
После этого информация о Дивике на несколько десятилетий пропадает из римских источников. Он вновь упоминается в «Записках о Галльской войне» Гая Юлия Цезаря. В 58 году до н. э. тигурины под командованием Дивика с другими союзными племенами из-за давления германцев с севера снова предприняли массовую миграцию, желая переселиться на земли сантонов в район современного Бордо. Для этого им требовалось пройти через территорию римской провинции Нарбонская Галлия, для чего они запросили разрешение у консуляра Цезаря, но получили отказ. Вместо этого Цезарь напал на племена в то время, как они переправлялись через реку Сону и разбил их. Цезарь испытывал глубокую ненависть к кельтам, поскольку дед его жены погиб в битве 107 года до н. э., поэтому он приказал истребить тигуринов и союзные им племена — в результате бойни погибли 258 000 мужчин, женщин и детей.

## Посмертное использование образа Дивика
В XIX веке в процессе поиска корней национальной идентичности швейцарцы обратились к античным временам и возвели гельветов и родственные им племена в ранг своих предков. Образ вождя тигуринов прославлялся в качестве национального героя, чему немало поспособствовали такие патриотически настроенные деятели искусства, как художник Шарль Глейр и поэт Конрад Фердинанд Мейер. Такой образ Дивика сохранялся в школьных учебниках и популярной литературе вплоть до середины XX века.